# Max Meyer
Maximilian "Max" Meyer (sinh ngày 18 tháng 9 năm 1995) là một cầu thủ bóng đá chuyên nghiệp đang chơi ở vị trí tiền vệ tấn công cho Fenerbahçe và đội tuyển quốc gia Đức.

## Sự nghiệp câu lạc bộ
Meyer rời khỏi câu lạc bộ quê hương Rot-Weiß Oberhausen để gia nhập MSV Duisburg vào năm 2004. Sau đó, năm 2009 anh chuyển sang đội trẻ của FC Schalke 04. Với U19 Schalke, anh đã giành chức vô địch giải trẻ U19 của Đức năm 2011-12 khi đánh bại đội trẻ của Bayern München với chiến thắng 2-1 trong trận chung kết.
Trong mùa giải 2011-12, anh đã thi đấu 15 trận cho U19 Schalke và ghi được 11 bàn. Điều này giúp anh trở thành cầu thủ ghi bàn nhiềuthứ hai trong câu lạc bộ sau Tammo Harder. Do hiệu suất tốt của anh, tổng giám đốc của Schalke, Horst Heldt, đưa cho anh một bản hợp đồng chuyên nghiệp cho đến năm 2015.
Schalke thi đấu trận đấu cuối cùng của đội tại Champions League mùa giải 2014-15, họ cần giành chiến thắng trước Maribor để đi tiếp. Meyer thay thế Tranquillo Barnetta sau 56 phút và 6 phút sau anh ghi bàn thắng duy nhất của trận đấu đưa Schalke vào vòng 16 gặp Real Madrid, nơi họ thua 2-0 tại Veltins Arena và sau đó đánh bại Real Madrid 4-3 tại Madrid.

## Sự nghiệp quốc tế

### Đội tuyển
Meyer đã có mặt trong đội hình dự bị 30 người triệu tập vào năm 2014 cho World Cup tại Brazil. Vào ngày 13 tháng 5 năm 2014, Meyer đã ra mắt trong trận gặp Ba Lan. Meyer vào sân thay người ở phút 76 thay thế cho Maximilian Arnold. Vào ngày 31 tháng 10 năm 2016, Max Meyer ra sân trong trận thắng 2-0 tại Mönchengladbach trước Phần Lan, hai năm sau khi ra mắt đội tuyển và ghi bàn thắng đầu tiên của anh cho Đội tuyển quốc gia Đức.

### Olympic
Cùng với đồng đội tại Schalke, Leon Goretzka, Meyer được triệu tập trong đội hình tham dự Thế vận hội mùa hè 2016. Meyer là đội trưởng đội cho phần còn lại của giải đấu sau khi Goretzka bị chấn thương vai. Vào ngày 11 tháng 8 năm 2016, Meyer ghi một hat-trick trong chiến thắng 10-0 trước Fiji, mặc dù anh cũng bỏ lỡ một quả penalty. Vào ngày 21 tháng 8, Meyer đã ghi bàn gỡ hòa dẫn đến loạt đá luân lưu, nơi Đức thua Brazil 5-4.

## Thống kê sự nghiệp

### Câu lạc bộ
Tính đến ngày 21 tháng 5 năm 2017
| Schalke             | 2012–13             | Bundesliga          | 5   | 0  | 0 | 0 | 1  | 0 | 6   | 0  |
| Schalke             | 2013–14             | Bundesliga          | 30  | 6  | 2 | 1 | 9  | 0 | 41  | 7  |
| Schalke             | 2014–15             | Bundesliga          | 28  | 5  | 1 | 0 | 8  | 1 | 37  | 6  |
| Schalke             | 2015–16             | Bundesliga          | 32  | 5  | 2 | 0 | 7  | 1 | 41  | 6  |
| Schalke             | 2016–17             | Bundesliga          | 27  | 1  | 3 | 0 | 8  | 1 | 38  | 2  |
| Schalke             | Tổng cộng           | Tổng cộng           | 122 | 17 | 7 | 1 | 32 | 2 | 163 | 20 |
| Schalke II          | 2013–14             | Regionalliga West   | 1   | 2  | — | — | —  | — | 1   | 2  |
| Tổng cộng sự nghiệp | Tổng cộng sự nghiệp | Tổng cộng sự nghiệp | 123 | 19 | 7 | 1 | 32 | 2 | 164 | 22 |
| Nguồn:              |                     |                     |     |    |   |   |    |   |     |    |

### Quốc tế
| Đội tuyển quốc gia                      | Năm       | App. | Bàn | Ref.  |
| --------------------------------------- | --------- | ---- | --- | ----- |
| Đức                                     | 2014      | 1    | 0   | [ 4 ] |
| Đức                                     | 2016      | 3    | 1   | [ 4 ] |
| Tổng cộng                               | Tổng cộng | 4    | 1   | [ 4 ] |
| Cập nhật lần cuối: 11 tháng 11 năm 2016 |           |      |     |       |

### Bàn thắng quốc tế
Tính đến ngày 31 tháng 8 năm 2016. Germany score listed first, score column indicates score after each Meyer goal.
| # | Ngày                | Địa điểm                            | Đối thủ  | Bàn thắng | Kết quả | Giải đấu |
| - | ------------------- | ----------------------------------- | -------- | --------- | ------- | -------- |
| 1 | 31 tháng 8 năm 2016 | Borussia-Park, Mönchengladbach, Đức | Phần Lan | 1–0       | 2–0     | Giao hữu |